# What I Am
What I Am è un singolo del gruppo musicale statunitense Edie Brickell & New Bohemians, pubblicato nel novembre 1988 come primo estratto dal primo album in studio Shooting Rubberbands at the Stars.

## Descrizione
Il singolo conteneva, come lato b, il brano I Do.
Il brano è stato scritto da Edie Brickell e Kenny Withrow.

## Tracce
7" Single (Geffen 927 568-7)
1. What I Am – 3:39
2. I Do – 2:00

## Classifiche
| Classifica    | Posizione |
| ------------- | --------- |
| Nuova Zelanda | 11        |
| Australia     | 18        |
| Italia        | 14        |
| Stati Uniti   | 7         |

## Versione dei Tin Tin Out e Emma Bunton
È stata incisa una cover del brano dai Tin Tin Out e Emma Bunton, pubblicata il 1º novembre 1999 come secondo singolo estratto dal primo album in studio dei Tin Tin Out Eleven to Fly e in seguito inserita nel primo album della cantautrice inglese A Girl like Me.